# Bochotnica
Bochotnica (prononciation [bɔxɔtˈnit͡sa]]) est un village de la gmina de Kazimierz Dolny du powiat de Puławy dans la voïvodie de Lublin, situé dans l'est de la Pologne.
Il se situe à environ 3 kilomètres au nord-est de Kazimierz Dolny (siège de la gmina), 10 kilomètres au sud de Puławy (siège du powiat) et 42 kilomètres à l'ouest de Lublin (capitale de la voïvodie).
Le village comptait une population de 1 069 habitants en 2011.

## Histoire
Le village a probablement été fondé au XIVe siècle (1317).
De 1975 à 1998, le village est attaché administrativement à l'ancienne Voïvodie de Lublin.

Depuis 1999, il fait partie de la nouvelle voïvodie de Lublin.